# Class 23
De Class 23 is een reeks Britse dieselelektrische locomotieven die in 1959 werd gebouwd door  English Electric. De tien locomotieven, D5900 - D5909, kregen een Napier Deltic T9-29 9-cilinder motor van 820 kW die een generator van English Electric aandreef, die op zijn beurt de vier tractiemotoren van stroom voorzag.
De locomotieven hadden één T9-29 dieselmotor, die de halve grootte had van de sterkere die gebruikt werd in de Class 55 'Deltic' locomotieven. Het hele ontwerp en uiterlijk van de Class 23 had ook veel weg van de Class 55, alleen een stuk korter, wat aanleiding was voor de bijnaam Baby Deltics.

## Indienststelling en reguliere dienst
Na de voltooiing van de eerste exemplaren bleken die 3 ton zwaarder dan de 73,2 ton van het ontwerp. Om het gewicht te beperken werden ronde uitsparingen in de draaistellen gefreesd en werden stalen bufferbalken en dakplaten door aluminium exemplaren vervangen. Veel van het overgewicht was echter veroorzaakt door toebehoren, zoals stoomgeneratoren voor de verwarming, die te zwaar gebouwd waren. Om verspilling te voorkomen werden lichtere exemplaren van andere fabrikanten betrokken en de originele exemplaren hergebruikt in de Class 20 en Class 40 locomotiven. De "afgeslankte" locomotieven werden pas na uitgebreide gewichtsproeven, waaronder het vastleggen van de hoeveelheid zand in de zandkisten, door British Rail geaccepteerd.
Na afleveringsproeven in Doncaster kwam de Class 23 tussen april en juni 1959 in normale dienst. Ze werden ondergebracht in Hornsey, hoewel ze in het weekeinde werden geparkeerd in de loods van Hitchin. British Rail wilde de locomotieven aanvankelijk inzetten op de routes door Londen maar de Class 23 bleek te zwaar. Het eerste exemplaar werd overgebracht naar  Vulcan Foundry terwijl English Electric trachtte het gewicht te verminderen. Het lukte echter niet om tot een bevredigend resultaat te komen.
De locomotieven werden in gebruik genomen op de voorstadslijnen uit King's Cross, zoals de Cambridge Buffet Express en de dienst van Kings Cross naar Moorgate via de z.g. "Widened Lines" (tegenwoordig onderdeel van Thameslink). Wegens de enorme rookontwikkeling in de tunnel werd de Class 23 verbannen van Moorgate.

### Technische-, ontwerp- en betrouwbaarheids-problemen
Aanvankelijk waren de problemen met de serie gering en gevarieerd, hoewel scheurtjes in de cilindervoering een vervanging van de motoren noodzakelijk maakte. In november 1959 waren zeven motoren vervangen en de beperkte inzetbaarheid leidde tot vergelijkingen met de beter inzetbare Class 24 Type 2. De Type 2 locomotieven hadden eens per 30-40.000 mijl een storing, de Baby Deltic bij minder dan een kwart van deze afstand. Hoewel de problemen met de cilinders vergelijkbaar waren met die van de Class 55 Deltics, waren in het begin de meeste problemen van de Class 23 een verscheidenheid van storingen in randapparatuur. De hulptandwielkast die gebruikt werd om de compressor en de koeling aan te drijven was een apart probleem dat veroorzaakt werd door resonatie trillingen bij een bepaald toerental. Veel motoren vielen uit doordat de aandrijfas afbrak en tegen de koelleidingen sloeg waardoor deze scheurden en oververhitting optrad.
In oktober 1960 waren de meeste storingen verschoven van de randapparatuur naar de motoren zelf. De locomotieven hadden ieder tussen de 40 en 60 duizend mijl gereden terwijl in deze eerste 18 maanden 44 motoren waren gewisseld bij 10 locomotieven. Ondanks een ruime voorraad aan reserve onderdelen stonden 4 van de 10 locomotieven aan de kant. 
De vier grote motorproblemen waren :
- Scheurtjes in de cilindervoering bij de inspuiting, veroorzaakt door materiaal spanning
- Scheurtjes in de cilindervoering bij de inspuiting, veroorzaakt door elektrolytische corrosie
- Defecte lagers van de turbocharger, veroorzaakt door uitlaatgassen via lekkende afdichtingen
- Defecte zuigers als gevolg van slechte koeling veroorzaakt door verkeerde smeerolie.[2]

In juli 1961 stelde British Rail voor om de Napier motoren te vervangen door English Electric 8SVT V8 motoren. Deze zijn echter 8 ton zwaarder zodat dit werd verworpen. English Electric stelde bovendien dat de locomotieven nu algemeen gesproken betrouwbaar waren, behalve dat het wisselen van een defecte motor veel tijd zo kosten.
Rond 1963 waren alle locomotieven terechtgekomen in het depot Stratford, waar ze na een storing heen gebracht werden voor opslag in afwachting van een beslissing over de toekomst. De locomotieven werden toen ondergebracht bij de nieuwe dieselonderhoudswerkplaats in Finsbury Park.

### Aanpassingen
British Rail en English Electric besloten om de class 23 op te knappen en de motoren te voorzien van nieuwe, door de motorenfabrikant ontwikkelde, onderdelen. De fronten van de locomotieven werden ook omgebouwd waarbij de frontdeuren en omloopnummerschijven werden vervangen door een film met omloopnummers in het midden. De kleurstelling werd bij deze gelegenheid gewijzigd in het groen/groen met een grijs dak zoals de Class 55 zodat ze er toen helemaal uitzagen als een 'Baby Deltic'. De serie kwam geleidelijk weer in dienst en bleek zeer betrouwbaar op het koelsysteem na.

### Uitgerangeerd
Aan het einde van de jaren 60 kwam British Rail met het "National Traction Plan", met als doel het aantal verschillende series diesellocomotieven, en daarmee de kosten, te verminderen. De 'Baby Deltics' waren een te verwachtten doel met slechts 10 stuks die nog altijd met storingen kampten. Tussen 1968 en 1971 werd de serie uitgerangeerd. De laatste twee in normale dienst waren de D5905 en D5909. Verschillende locomotieven kregen al gele fronten terwijl ze nog groen waren, dit betrof de nummers D5900/3/4/8. De D5908 werd ook al voorzien van het nieuwe BR logo. Als enige kreeg de D5909 de volledige "rail blue" kleurstelling. De D5901 werd in 1969 opgenomen in de vloot van het Railway Technical Centre (RTC). Hier werd ze ingezet om testtreinen van en naar het RTC te brengen tot ze in 1975 werd vervangen door een Class 24. De locomotief werd in 1977 gesloopt, nog steeds in de groen/groene kleurstelling met een grijs dak en een geel waarschuwingsveld.

## Behoud

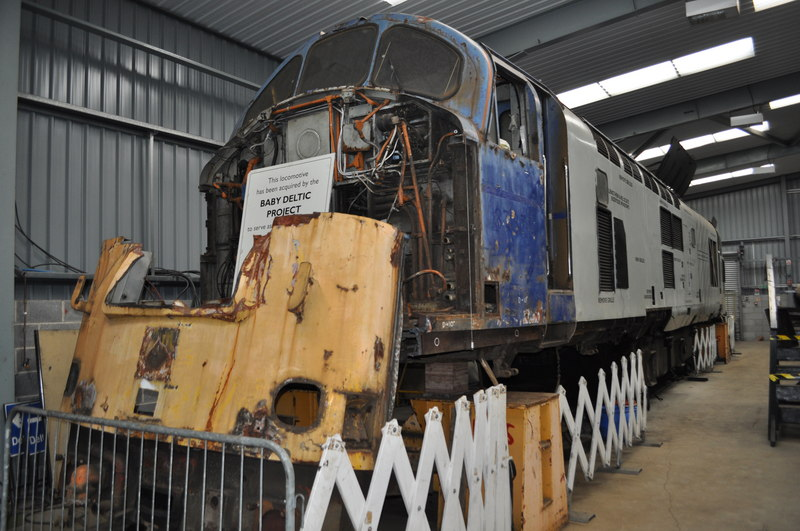
37372 in Barrow hill, Maart 2011

Vermoedelijk is het enige overgebleven onderdeel van de Baby Deltics, op wat fabrieksplaatjes na, een T9-29 motor met generator van de laatst gesloopte locomotief. Deze is nu opgeslagen bij de  Deltic Preservation Society MPD in Barrow Hill en is bedrijfsvaardig gereviseerd.
Volgens de website van DPS is de Class 37, 37372 nu uitgerust met deze T9 motor. Ze moet nu te zien zijn als een rijvaardige locomotief.
Het tijdschrift Rail Express publiceerde een foto van het starten van de motor, en videos hiervan zijn online beschikbaar.
The Baby Deltic Poject heeft een boek uitgegeven over de revisie van de enig overgebleven 'Baby' Deltic' motor en is verkrijgbaar op hun website.
Op 5 September 2010 kondigde The Baby Deltic Project aan dat ze een replica wil bouwen door de carrosserie van de 37372 te herbouwen en deze op draaistellen van een Class 20 te monteren.

## Modellen
De Class 23 "Baby Deltic" is door Silver Fox Models, zowel als bouwdoos als rijklaar model, gemaakt in schaal HO.
Tussen 1960 en 1965 was de Class 23 verkrijgbaar in schaal 000 (ongeveer spoor N) uit het Lone Star "Treble-O-Lectric" programma van gietijzer modellen, zowel met motor als dummy.
Heljan heeft de Class 23 in schaal HO in diverse uitvoeringen in het programma.